# جبالا
جبالا (به عربی: جبالا) یک روستا در سوریه است که در ناحیه کفرنبل واقع شده‌است. جبالا ۱٬۸۷۵ نفر جمعیت دارد.